# María Isabel Navas Ocaña
María Isabel Navas Ocaña es una escritora y ensayista española, catedrática de Teoría de la Literatura y Literatura Comparada en la Universidad de Almería.

## Biografía
Tras licenciarse en Filología Hispánica y en Filología Clásica en 1989 y obtener una beca de investigación del Ministerio de Educación y Ciencia, cursó los programas de doctorado en «Literatura Española» y «Teoría de la Literatura y de las Artes» de la Universidad de Granada, y defendió en 1993 su tesis doctoral, titulada Las vanguardias poéticas en España (1940-1950), tras una estancia de investigación en la Universidad de Washington. La tesis doctoral versaba sobre la recepción crítica de las vanguardias entre la intelectualidad de la primera posguerra: el núcleo de Escorial, la «Juventud Creadora», los espadañistas, la «Quinta del 42» y los postistas. 
Se trasladó a continuación con una beca postdoctoral al Centre de Recherches Latino-américaines de la Universidad de Poitiers, en Francia, para llevar a cabo un proyecto de investigación sobre el movimiento estridentista mexicano. Permaneció en Poitiers hasta octubre de 1994, momento en el que se incorpora a la Universidad de Almería como profesora. En esa universidad ha desarrollado la mayor parte de su carrera docente e investigadora en el área de Teoría de la Literatura y Literatura Comparada y con especial dedicación a la historia de las teorías literarias en España e Hispanoamérica. De hecho, la plaza de profesora titular que ha ocupado desde 1997 hasta 2017, fecha en la que obtiene por oposición la de catedrática de Universidad, se convocó con el perfil de «Teorías literarias en España».
En estos años se licenció también en Filología Inglesa y, como consecuencia de ello, asumió la docencia de la asignatura «Teorías literarias en Gran Bretaña y Estados Unidos», primero en la licenciatura en Filología Inglesa y después en el grado de Estudios Ingleses, así como desarrolló el programa de la asignatura «Teoría literaria comparada». 
Ha publicado varias monografías sobre el grupo de Escorial, la «Juventud Creadora», la «Quinta del 42», la revista Espadaña y el postismo, así como numerosos artículos sobre el surrealismo español, el movimiento pánico, los poetas novísimos o la literatura experimental. En lo que a la historia de las teorías literarias se refiere, destacan dos monografías: una dedicada al ámbito hispánico (Introducción al estudio de las teorías literarias en España), y otra al angloamericano (Historia de la teoría y la crítica literaria en Gran Bretaña y Estados Unidos). Y son reseñables también un buen número de artículos publicados en revistas especializadas en las figuras de Marcelino Menéndez Pelayo, Benito Pérez Galdós, Emilia Pardo Bazán, José María Castellet, el pensamiento literario ilustrado en Inglaterra, etc.
Los estudios de género, la teoría y la crítica literaria feminista, ha sido la línea de investigación a la que ha dedicado más esfuerzos en los últimos años, desde que se convirtiera en 2002 en la responsable del grupo de investigación del PAI «Teoría y crítica literaria feminista» (HUM-667) y fuera la investigadora principal del proyecto de I+D «Teoría y crítica literaria feminista en España». De hecho, la crítica feminista y su aportación a la literatura española ha estado entre sus principales intereses. Ha publicado al respecto una monografía titulada La literatura española y la crítica feminista, le ha dedicado otra a Las mujeres del Quijote y la crítica, y ha publicado también un volumen sobre Gustavo Adolfo Bécquer con el título Poesía eres tú… pero yo no quiero ser poesía. El estudio de las imágenes de mujeres en las obras de escritores canónicos le ha llevado a la publicación de artículos sobre Don Juan Manuel, la épica, los romances y las crónicas medievales castellanas, Cervantes, Ortega y Gasset, Julio Cortázar, Gabriel García Márquez, etc. Ha publicado numerosos estudios sobre escritoras: Leonor López de Córdoba, Teresa de Cartagena, Florencia Pinar, Santa Teresa, Gertrudis Gómez de Avellaneda, Emilia Pardo Bazán, Carmen de Burgos, Lucía Sánchez Saornil, María Zambrano, Josefina de la Torre, María Teresa León, Carmen Martín Gaite, Soledad Puértolas, etc. Actualmente dirige en la radio de la Universidad de Almería un programa sobre «Mujeres y Literatura», que realiza con el alumnado de la asignatura «Literatura y género».

## Obras
- 1993. Las vanguardias poéticas en España (1940-1950), tesis doctoral (microfichas), Granada, Servicio de Publicaciones de la Universidad de Granada.
- 1995. J. Valles, J. Heras y M. I. Navas (eds.), Actas del VI Simposio Internacional de la Asociación Andaluza de Semiótica, Almería, Servicio de Publicaciones de la Universidad de Almería.
- 1995. Vanguardias y crítica literaria en los años cuarenta. El grupo de Escorial y la «Juventud Creadora», Almería, Servicio de Publicaciones de la Universidad de Almería. RESEÑAS: Ángel Sánchez Pascual, Notas. Revista Iberoamericana, Frankfurt, vol. 4, n.º 3, 1997, pp. 63-64 y J.M.F., Índice Histórico Español, Universidad de Barcelona, vol. XXXV, n.º 108, 2000.
- 1995 J. Valles, J. Heras y M. I. Navas (eds.), Actas del VI Simposio Internacional de la Asociación Andaluza de Semiótica, Almería, Servicio de Publicaciones de la Universidad de Almería, 1995. ISBN: 84-8240-023-1 y D.L.: AL-193-1995.*
- 1996. La «Quinta del 42 y las vanguardias. Las revistas Corcel y Proel, Granada, Servicio de Publicaciones de la Universidad de Granada. RESEÑAS: Ángel Sánchez Pascual, Notas. Revista Iberoamericana, Frankfurt, vol. 4, n.º 3, 1997, pp. 63-64; y J.M.F., Índice Histórico Español, Universidad de Barcelona, vol. XXXVII, n.º 111, 2002.
- 1997. El movimiento postista. Teoría y Crítica, Almería, Grupo de Investigación Teoría de la Literatura y Literatura Comparada. RESEÑAS: Rosario Herrero Prádanos, Notas. Revista Iberoamericana, Frankfurt, vol, 6, n.º 2, 1999, pp. 79-81; y Carlos Morales, «La guerra del postismo», El Día, Cuenca, 9 de febrero de 1999, pp. 9-10.
- 1997. Espadaña y las vanguardias, Almería, Servicio de Publicaciones de la Universidad de Almería.[5]
- 1999. Introducción al estudio de las teorías literarias en España, Almería, Servicio de Publicaciones de la Universidad de Almería.[6]
- 1999. Menéndez Pelayo: una revisión al filo del 2000, Almería, Grupo de Investigación Teoría de la Literatura y Literatura Comparada.
- 1999. Teoría de la literatura británica y norteamericana. I. De la Antigüedad grecolatina al siglo XIX, Almería, Servicio de Publicaciones de la Universidad de Almería.
- 2000. El Postismo, Madrid, El Toro de Barro.[7]
- 2000. Teoría de la Literatura II, Almería, Servicio de Publicaciones de la Universidad de Almería.
- 2007. Historia de la teoría y la crítica literaria en Gran Bretaña y Estados Unidos. Madrid, Verbum.[8]

- 2009. La literatura española y la crítica feminista, Madrid, Fundamentos.[9]
- 2011. Poesía eres tú… pero yo no quiero ser poesía, Madrid: Editorial Visor.[10]
- 2019 Mujeres españolas en las letras, Almería, Editorial Universidad de Almería, 2019. ISBN: 97-84-17261-54-2 y D.L. AL 701-2019.
- 2020 Las TIC en la enseñanza de la Teoría de la Literatura, Almería, EDUAL, 2020, ISBN: 978-84-1351-024-8.
- 2023 Isabel Navas Ocaña y Dolores Romero López (eds). Ciberfeminismos, tecnotextualidades y transgéneros. Literatura digital en español escrita por mujeres. Ediciones Complutense y EDUAL.
- Cantad, hermosas. Galería de escritoras españolas. Siglos XIX-XXI, Almería, EDUAL y Embajada de España en Serbia y Montenegro, 2024. Catálogo de la exposición «Cantad, hermosas. Galería de escritoras españolas. Siglos XIX-XXI», organizada por la Embajada de España en Serbia y Montenegro y la Universidad de Novi Sad e inaugurada en la Universidad de Novi Sad el 23 de abril de 2024.